# Sony Channel
Sony Channel é um canal de entretenimento geral de propriedade da Sony Pictures Entertainment transmitido em exclusivo na América Latina, incluindo o Brasil. O canal não possui uma sede principal, mas a sua divisão pertence principalmente à Sony Pictures Entertainment que é sediada na cidade de Culver City, na Califórnia. Na América Latina, é distribuído pela Ole Distribution. O canal encerrou a suas atividades em Portugal no dia 14 de abril de 2012, dando lugar ao AXN White, no Bálticos em 31 de março de 2021, no Reino Unido em 25 de maio de 2021, substituído pelo Great!, na Rússia em 24 de junho de 2021 e na Alemanha em 31 de agosto de 2023 substituído pela AXN White.
O rede era anteriormente conhecido como Sony Entertainment Television. Este nome foi mantido apenas pelo canal indiano, que emite a nível internacional.

## No Reino Unido
No Reino Unido o canal foi lançado no dia 7 de abril de 2011, substituindo a Film 24 e o canal foi utilizado como Sony TV até 2016.
No dia 12 de janeiro de 2016, o canal estreou o logotipo e nome como Sony Channel.
Em 6 de fevereiro de 2018 o canal encerrou as transmissões dando á Sony Crime Channel. Em Julho de 2019, a Sony Pictures Television anunciou o relançamento da Sony Channel e substituiu a True Entertainment em 2019. 
O canal esteve disponível até 2021, que esteve nas Operadoras Freeview, Sky, Freesat, Virgin do Reino Unido. Devido à aquisição da Narrative UK, no dia 14 de maio de 2021 comprou-se o canal da TV Paga no Reino Unido. O canal foi encerrado e substituído pela Great! em 25 de maio de 2021.

## Canais Extintos
| País        | Data de fim                                                       | Destino |
| ----------- | ----------------------------------------------------------------- | --- |
| Portugal    | 14 de abril de 2012                                               | O canal Sony Entertainment Television (SET) iniciou as suas emissões em abril de 2008 e terminou-as às 8h00 de 14 de abril de 2012, sendo substituído pelo AXN White nas operadoras MEO, ZON TV, Cabovisão, Vodafone e Optimus Clix                                                                                       |
| Turquia     | 1 de fevereiro de 2019                                            | Licença revogada contra Sony Pictures Television, o canal deixou de existir pela Sony Türkiye. |
| Ásia        | 1 de junho de 2019                                                | Os programas foram movidos para AXN e o canal terminou-se as suas emissões. |
| Bálticos    | 31 de março de 2021                                               | A Sony Pictures Television deixou de transmitir pelos bálticos. Do acordo com a Sony, o canal saiu do mercado dos Estados Bálticos. |
| Reino Unido | 6 de fevereiro de 2018 (1ª versão) 25 de maio de 2021 (2ª versão) | 1ª Versão: O canal foi substituído pelo Sony Crime Channel, nas operadoras Sky e Virgin. A Sony Pictures Television, saiu do mercado entretenimento britânico e passou a ter SMC UK. 2ª Versão: Foi comprada pela Narrative Capital LLC e o canal foi substituído pela GREAT! e estreou-se como plataforma o GREAT! Play. |
| Rússia      | 24 de junho de 2021                                               | Devido à decisão da Sony de razões fechadas para os mercados russos. |
| Alemanha    | 31 de agosto de 2023                                              | Foi comprada pela High View Group e no dia 31 de agosto de 2023 mudou-se de marca para AXN White. |